# Ivano-Frankivszk–Deljatin–Rahó-vasútvonal
Az Ivano-Frankivszk–Deljatin–Rahó-vasútvonal egyvágányú, nem villamosított vasútvonal Ukrajnában, Visóvölgynél kapcsolódva a romániai vasúthálózathoz.

## Forgalom
Rahó és Visóvölgy között 2007 és 2022 között szünetelt a forgalom, 2022 óta napi két pár vonat közlekedik, melyeket az Ukrán Vasutak ukrán gyártmányú DPKr-3 dízel motorvonatokkal ad ki.